# ترکیب ساندویچی

اورانوسن یک ترکیب ساندویچی است

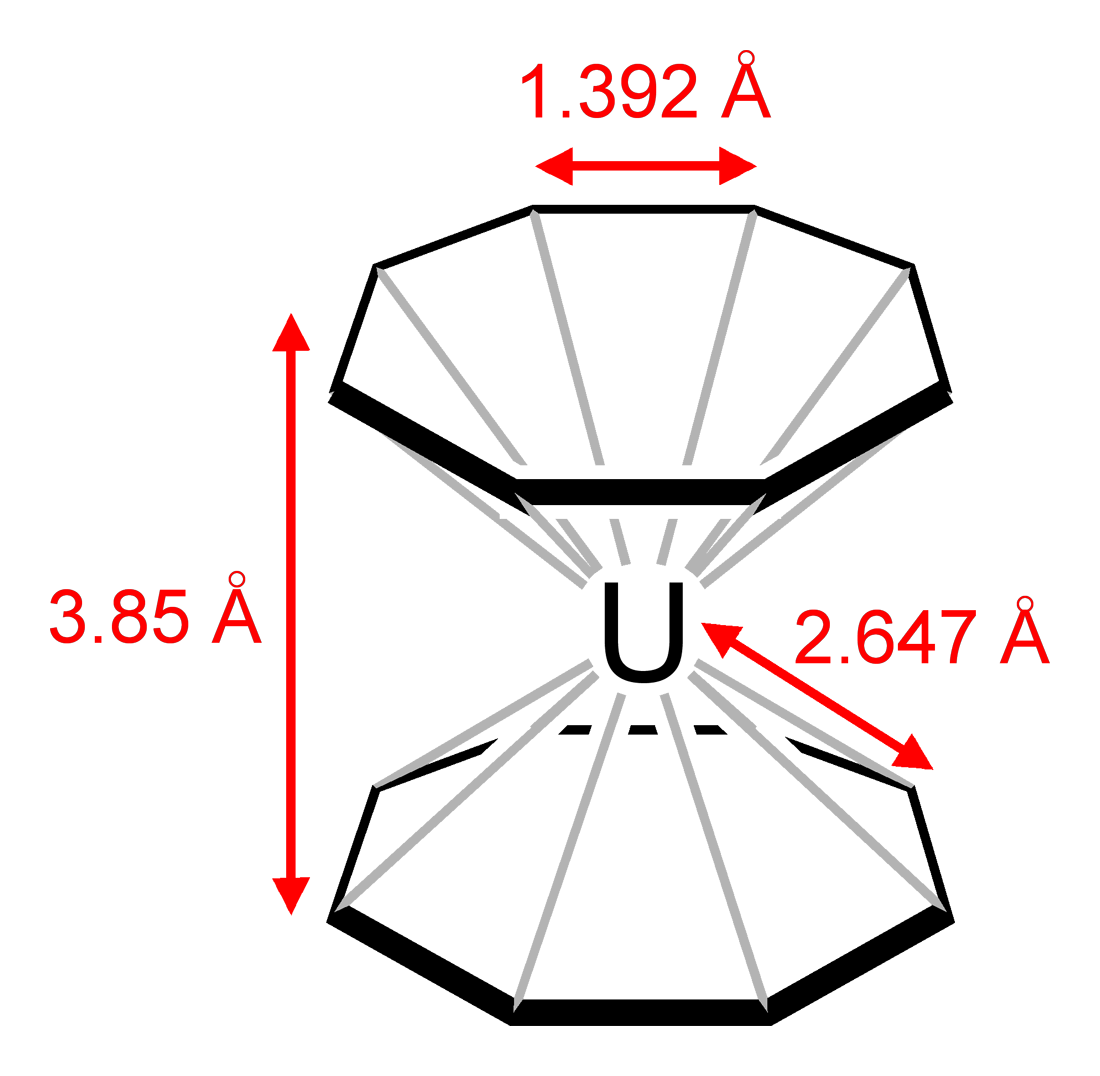
پیوندپوشی در اورانوسن

ترکیب ساندویچی (به انگلیسی: Sandwich compound) در شیمی آلی فلزی یک ترکیب شیمیایی است که در آن یک فلز معمولاً واسطه از طریق پیوندپوشی با دو گروه آرن، پیوند کووالانسی برقرار می‌نماید.
آرن‌ها دارای فرمول CnHn هستند و عمدتاً به صورت حلقوی با فلزها پیوندپوشی می‌کنند و چون دو حلقه در بالا و پایین، یک فلز را دربرگرفته‌اند به آنها ساندویچی می‌گویند.

## تاریخچه
فروسن در دهه ۱۹۵۰ میلادی سنتز شد و به‌وسیلهٔ لسلی اورگل، جی. دونیتس و آر. ریچ به کمک بلورنگاری پرتو ایکس به عنوان یک ترکیب آلی فلزی معرفی گردید. اما ساختار آن سالها بعد توسط رابرت وودوارد شناسایی شد. این نخستین گام در کشف ترکیبات ساندویچی به‌شمار می‌رود.

## متالوسن‌ها
متالوسن‌ها، مشهورترین ترکیبات ساندویچی می‌باشند. این ترکیبات دارای فرمول عمومی M(C5H5)2 هستند، هنگامیکه M یکی از فلزهای Cr, Fe, Co, Ni, Pb, Zr, Ru, Rh, Sm, Ti, V, Mo, W یا Zn باشد.